# Lago del Fusaro
Das FFH-Gebiet Lago del Fusaro ist ein NATURA 2000-Schutzgebiet in der italienischen Region Kampanien. Das 192 ha große Schutzgebiet umfasst die 97 ha große Brackwasserlagune Lago Fusaro und den schmalen Küstenstreifen, der die Lagune vom Tyrrhenischen Meer trennt. Das Schutzgebiet liegt im Gemeindegebiet von Bacoli im Regionalpark Phlegräische Felder und wird vom zuständigen Amt für Natur- und Landschaftsschutzgebiete der Region Kampanien verwaltet.

## Bedeutung
Das Schutzgebiet stellt ein außergewöhnliches Ökosystem von großem ökologischen Interesse dar, mit Küstendünen und mediterraner Macchienvegetation. Auf den Dünen kommt unter anderem der Queller vor. Das FFH-Gebiet weist zudem eine charakteristische Lagunenflora und -fauna auf. Der Phalacrocorax carbo sinensis eine Unterart des Kormoran sowie die Brandseeschwalbe überwintern hier.

## FFH-Lebensraumtypen
Im FFH-Gebiet Lago del Fusaro sind auf Basis des Anhang I der FFH-Richtlinie folgende schützenswerte Lebensraumtypen verzeichnet:
- Lagunen des Küstenraumes (Strandseen)
- Einjährige Spülsäume
- Pioniervegetation mit Salicornia und anderen einjährigen Arten auf Schlamm und Sand (Quellerwatt)
- Primärdünen
- Weißdünen mit Strandhafer Ammophila arenaria
- Festliegende Dünen im Küstenbereich mit Crucianellion maritimae
- Mediterrane Küstendünen mit Wacholder Juniperus spp.
- Dünen mit Hartlaubvegetation der Cisto-Lavenduletalia

## Arten

### Besonders schützenswerte Arten

#### Vögel
Folgende Arten, die im Anhang I der Vogelschutzrichtlinie der EU gelistet sind, sind im FFH-Gebiet Lago del Fusaro anzutreffen:
| - Brandseeschwalbe - Eisvogel - Küstenseeschwalbe | - Schwarzkopfmöwe - Trauerseeschwalbe |

Des Weiteren sind folgende Arten von gemeinschaftlichem Interesse gemäß Anhang II gelistet:
| - Lachmöwe - Silbermöwe - Singdrossel |

#### Säugetiere
Unter den im Schutzgebiet vorkommenden Säugetieren finden sich folgen Arten von gemeinschaftlichem Interesse gemäß Anhang IV der FFH-Richtlinie:
- Große Hufeisennase
- Kleine Hufeisennase
- Mittelmeer-Hufeisennase

#### Reptilien
Unter den Reptilien sind folgende Arten von gemeinschaftlichem Interesse aufgeführt:
- Gelbgrüne Zornnatter
- Ruineneidechse

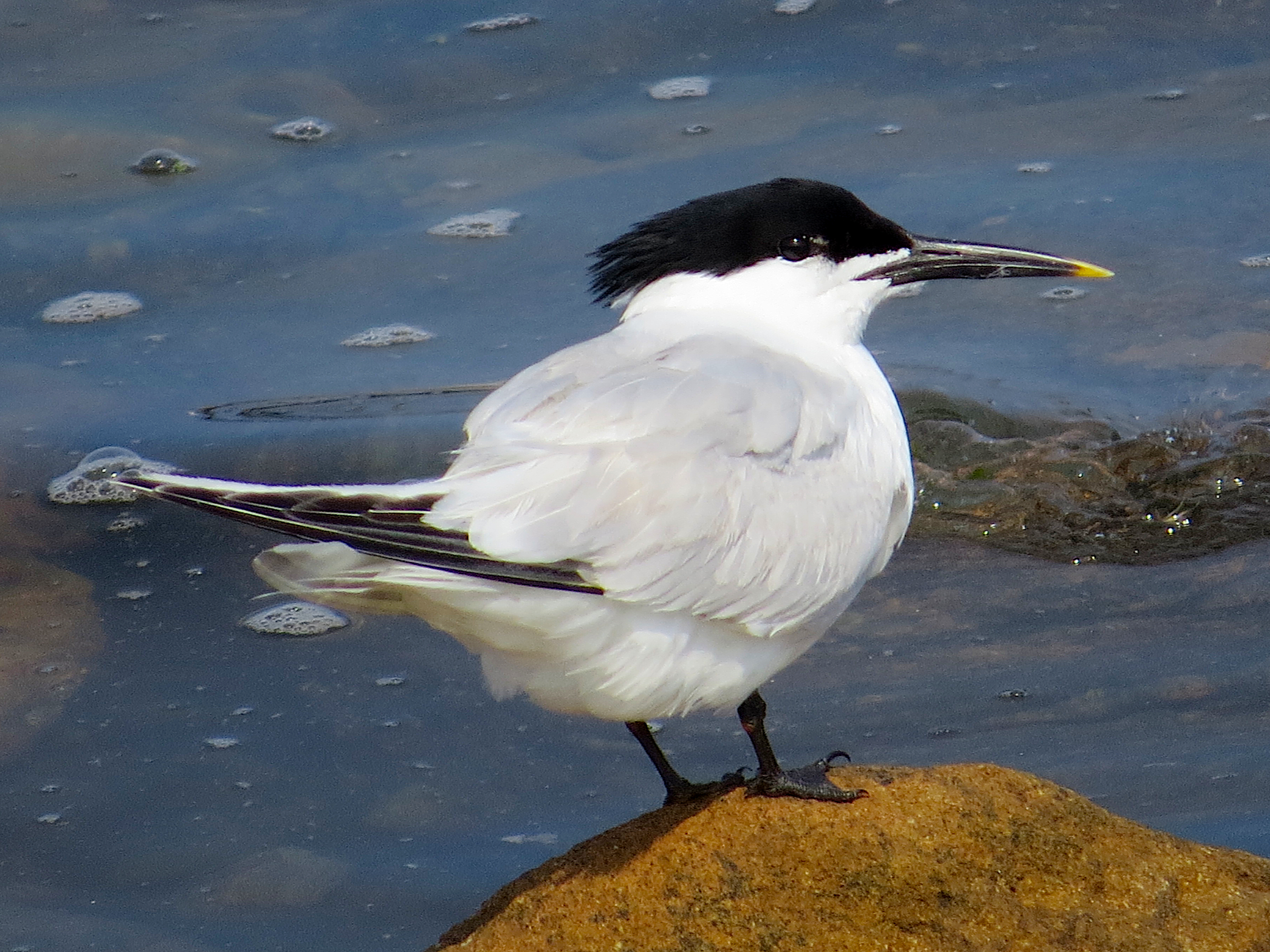
Brandseeschwalbe
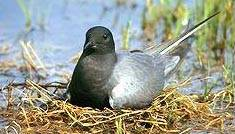
Trauerseeschwalbe
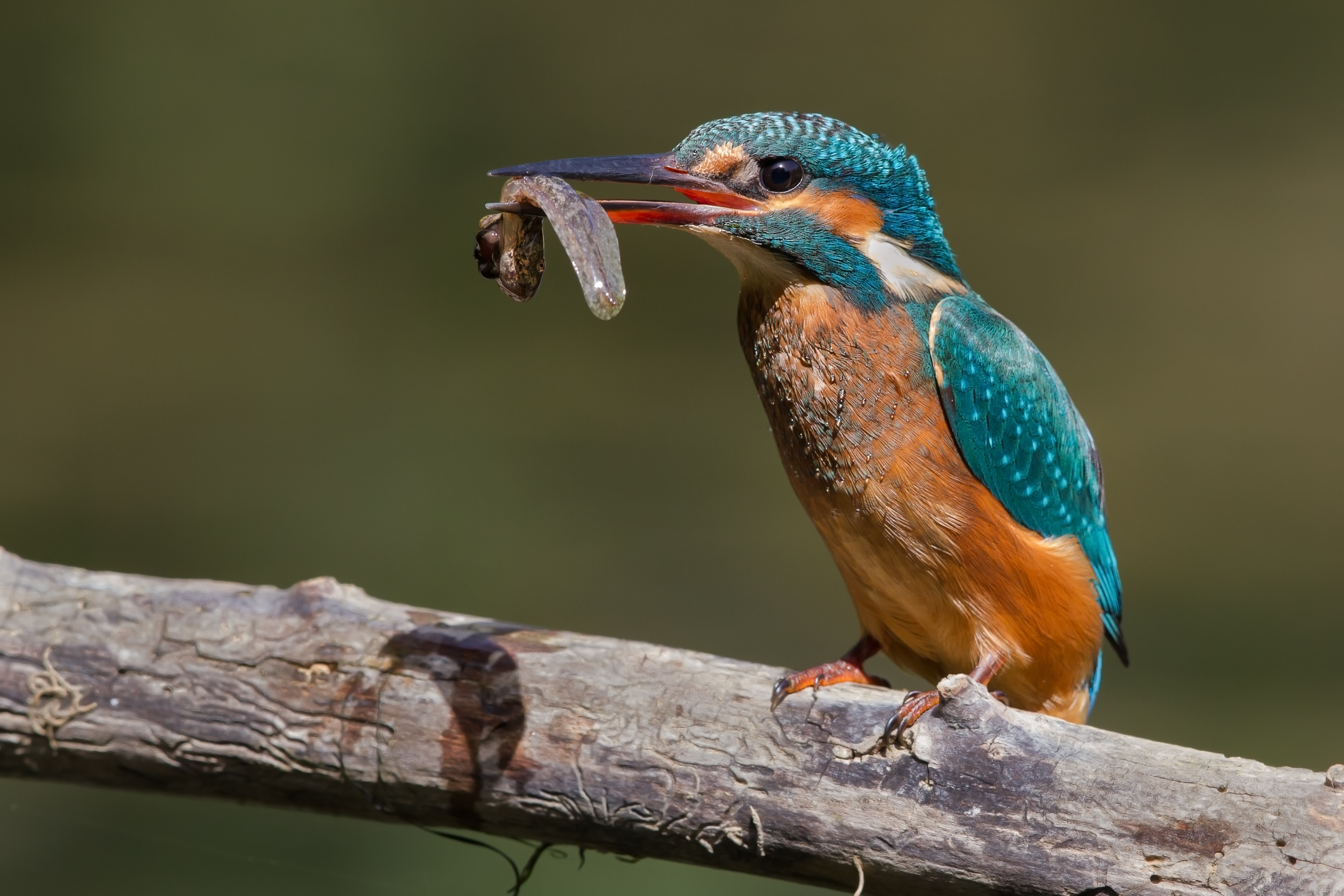
Eisvogel
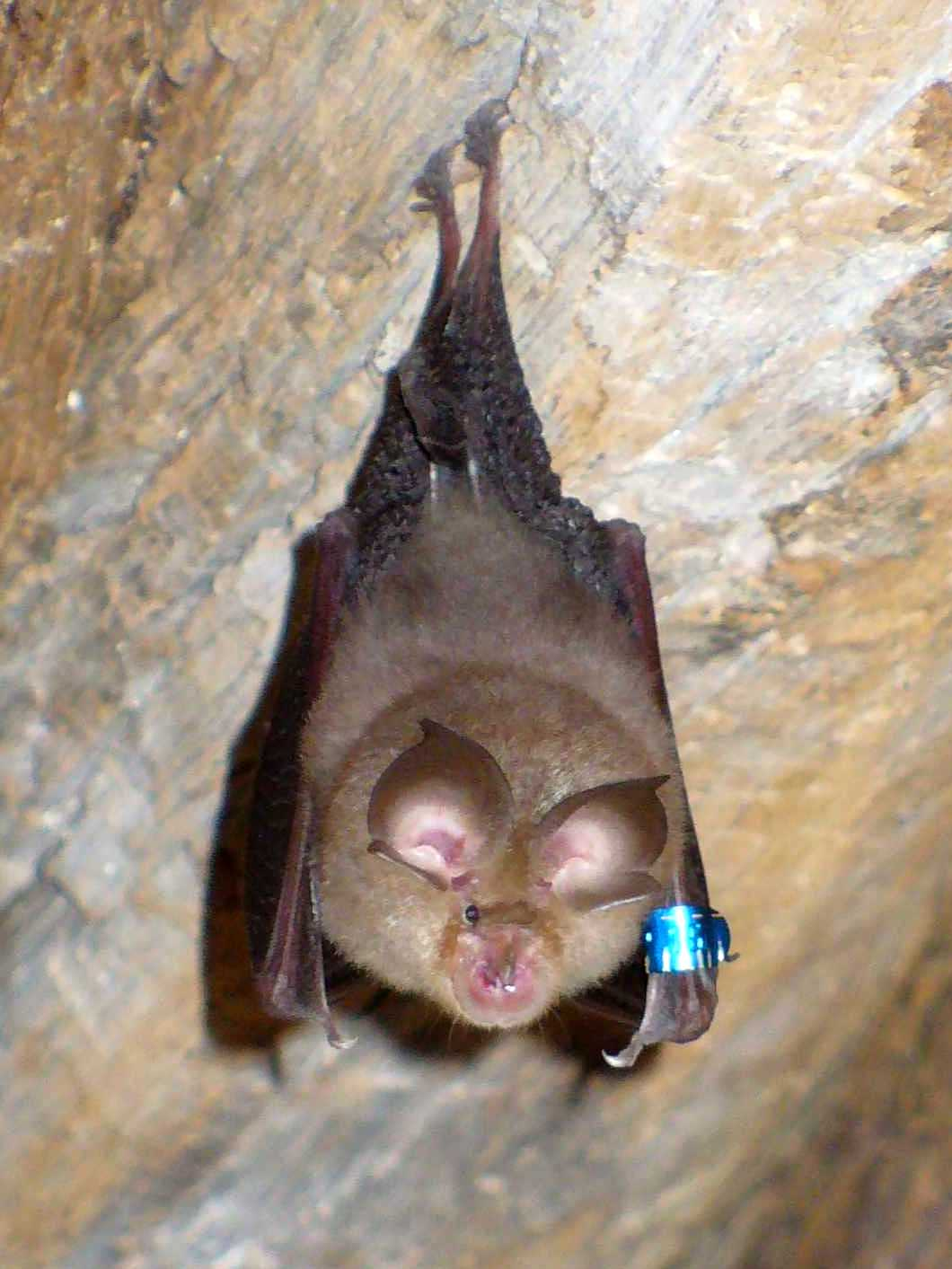
Kleine Hufeisennase
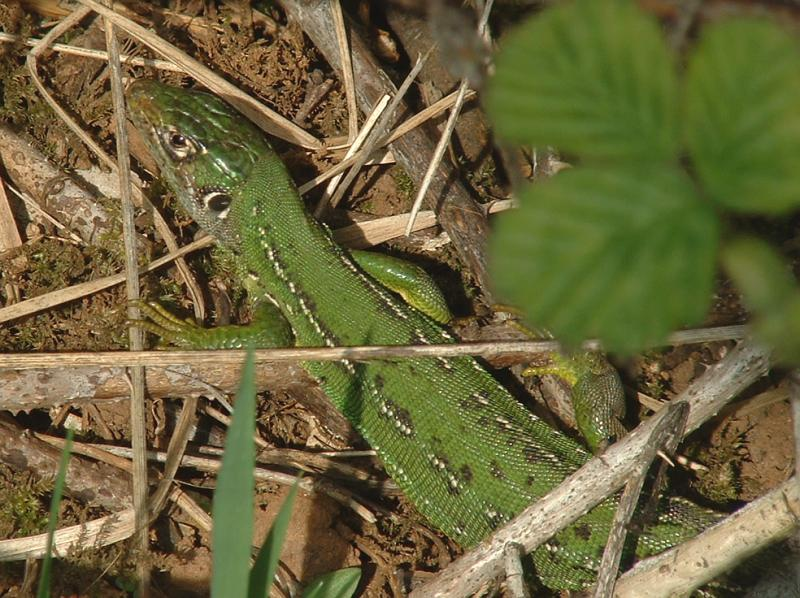
Westliche Smaragdeidechse

### Weitere vorkommende Arten

#### Reptilien
- Westliche Smaragdeidechse

## Gefährdung und Schutzmaßnahmen
Gefahren für das Schutzgebiet gehen von der starken Urbanisierung am Rand des FFH-Gebietes aus. Des Weiteren listet das zuständige Amt der Region Kampanien unter den Gefährdungspotentialen die Verkehrswege, anthropogene Störungen durch Freizeitverhalten oder Sportaktivitäten, biologische Invasoren sowie Veränderungen der natürlichen Ökosysteme auf. Als Schutzmaßnahmen werden vor allem Zugangsbeschränkungen sowohl für den motorisierten Verkehr als auch für Fahrradfahrer und für Fußgänger außerhalb der ausgewiesenen Straße und Wege genannt. Außerdem besteht neben weiteren Verboten ein generelles Bauverbot außerhalb der bereits urbanisierten Bereiche.